# Valdefuentes de Sangusín
Valdefuentes de Sangusín település Spanyolországban, Salamanca tartományban. Valdefuentes de Sangusín Cristóbal, San Esteban de la Sierra, Los Santos, Valverde de Valdelacasa, Peromingo, Navalmoral de Béjar, La Calzada de Béjar, Valdehijaderos és Horcajo de Montemayor községekkel határos. Lakosainak száma 189 fő (2024).

## Népesség
A település népessége az elmúlt években az alábbi módon változott:
| Lakosok száma | 325  | 301  | 280  | 274  | 250  | 228  | 217  | 196  | 192  | 189  |
|               | 2001 | 2004 | 2007 | 2009 | 2012 | 2014 | 2017 | 2019 | 2022 | 2024 |